# بيتر بيل
بيتر بيل (بالألمانية: Peter Bell)‏ هو سياسي ألماني، ولد في 15 يوليو 1889 في فرنسا، وتوفي في 22 سبتمبر 1939 في ألمانيا. حزبياً، نشط في الحزب النازي. انتخب عضو مجلس النواب الألماني من ألمانيا النازية.